# Phong Hiền
Phong Hiền là một phường thuộc thị xã Phong Điền, thành phố Huế, Việt Nam.

## Địa lý
Phường Phong Hiền có vị trí địa lý:
- Phía đông giáp huyện Quảng Điền
- Phía tây giáp phường Phong An
- Phía nam giáp thị xã Hương Trà và huyện Quảng Điền
- Phía bắc giáp các phường Phong Hòa, Phong Thu và xã Phong Chương.

Phường Phong Hiền có diện tích 39,48 km², dân số năm 2023 là 7.823 người, mật độ dân số đạt 198 người/km².

## Hành chính
Phường Phong Hiền được chia thành 8 tổ dân phố: An Lỗ, Bắc – Triều – Vịnh, Cao Ban – Truông Cầu – La Vần, Cao Xá, Gia Viên, Hiền Lương, Hưng Long – Thượng Hòa, Sơn Tùng.

## Lịch sử
Ngày 11 tháng 12 năm 2015, HĐND tỉnh Thừa Thiên Huế ban hành Nghị quyết số 09/NQ-HĐND về việc:
- Thành lập thôn Hưng Long – Thượng Hòa trên cơ sở thôn Hưng Long và thôn Thượng Hòa.
- Thành lập thôn Bắc – Triều – Vịnh trên cơ sở 3 thôn: Bắc Thạnh, Triều Dương, Vịnh Nảy.
- Thành lập thôn Cao Ban – Truông Cầu – La Vần trên cơ sở 3 thôn: Cao Ban, Truông Cầu, La Vần.

Ngày 30 tháng 11 năm 2024:
- Quốc hội ban hành Nghị quyết số 175/2024/QH15[4] về việc thành lập thành phố Huế trực thuộc trung ương trên cơ sở toàn bộ diện tích và dân số tỉnh Thừa Thiên Huế.
- Ủy ban Thường vụ Quốc hội ban hành Nghị quyết số 1314/NQ-UBTVQH15[1] về việc sắp xếp đơn vị hành chính cấp huyện, cấp xã của thành phố Huế giai đoạn 2023 – 2025 (nghị quyết có hiệu lực từ ngày 1 tháng 1 năm 2025). Theo đó, thành lập phường Phong Hiền thuộc thị xã Phong Điền trên cơ sở toàn bộ 39,48 km² diện tích tự nhiên và quy mô dân số là 7.823 người của xã Phong Hiền.

Ngày 14 tháng 1 năm 2025, UBND TP. Huế ban hành Quyết định số 94/QĐ-UBND về việc:
- Chuyển thôn An Lỗ thành tổ dân phố An Lỗ.
- Chuyển thôn Bắc – Triều – Vịnh thành tổ dân phố Bắc – Triều – Vịnh.
- Chuyển thôn Cao Ban – Truông Cầu – La

Vần thành tổ dân phố Cao Ban – Truông Cầu – La Vần.
- Chuyển thôn Cao Xá thành tổ dân phố Cao Xá.
- Chuyển thôn Gia Viên thành tổ dân phố Gia Viên.
- Chuyển thôn Hiền Lương thành tổ dân phố Hiền Lương.
- Chuyển thôn Hưng Long – Thượng Hòa thành tổ dân phố Hưng Long – Thượng Hòa.
- Chuyển thôn Sơn Tùng thành tổ dân phố Sơn Tùng.